# جنیفر (نام)
جنیفر (به انگلیسی: Jennifer) نامی زنانه با ریشه کورنیش است که از نام گوئینویر همسر شاه آرتور گرفته شده‌است و به معنی سفید است.

## فهرست افراد
- جنیفر لوپز، هنرپیشه، خواننده، رقصنده، تهیه‌کننده و تاجر آمریکایی
- جنیفر لارنس، بازیگر آمریکایی
- جنیفر کانلی، صداپیشه و بازیگر آمریکایی
- جنیفر آنیستون، هنرپیشه آمریکایی
- جنیفر گارنر، بازیگر، کارگردان و تهیه کننده آمریکایی
- جنیفر جونز، بازیگر آمریکایی
- جنیفر سایم، بازیگر آمریکایی
- جنیفر استوارت، بازیگر پورنوگرافی آمریکایی
- جنیفر هادسن، هنرپیشه و خواننده آمریکایی
- جنیفر کچم، بازیگر پورنوگرافی آمریکایی
- جنیفر گروت، خواننده و مدل آمریکایی
- جنیفر لاو، بازیگر پورنوگرافی اهل پرو
- جنیفر موریسون، تهیه‌کننده، بازیگر، و مدل آمریکایی
- جنیفر کارپنتر، بازیگر آمریکایی
- جنیفر فلاوین، کارآفرین آمریکایی
- جنیفر کولیج، بازیگر آمریکایی
- جنیفر اسپوزیتو، بازیگر آمریکایی
- جنیفر گودوین، بازیگر آمریکایی
- جنیفر وینگت، بازیگر هندی
- جنیفر جیسن لی، تهیه‌کننده، فیلمنامه‌نویس، بازیگر، و کارگردان آمریکایی
- جنیفر وایت، بازیگر پورنوگرافی آمریکایی
- جنیفر لاو هیوت، صداپیشه، نویسنده، موسیقی‌دان، بازیگر، تهیه‌کننده، و خواننده آمریکایی
- جنیفر بیلز، بازیگر آمریکایی
- جنیفر ساندرز، هنرپیشه، کمدین و فیلم‌نامه‌نویس بریتانیایی
- جنیفر گرانت، بازیگر آمریکایی
- جنیفر گری، بازیگر آمریکایی
- جنیفر راش، خواننده آمریکایی
- جنیفر لینچ، فیلمنامه‌نویس، تهیه‌کننده، نویسنده، و کارگردان آمریکایی
- جنیفر وستفلت، تهیه‌کننده، فیلمنامه‌نویس، بازیگر، و کارگردان آمریکایی
- جنیفر داندس، بازیگر آمریکایی
- جنیفر ولز، بازیگر پورنوگرافی آمریکایی
- جنیفر ماروشسان، بازیکن فوتبال آلمانی
- جنیفر ادواردز، بازیگر و فیلمنامه‌نویس آمریکایی
- جنیفر اونیل، بازیگر آمریکایی
- جنیفر چندلر، شیرجه‌رو آمریکایی
- جنیفر استون، بازیگر آمریکایی
- جنیفر کندال، هنرپیشه آمریکایی
- جنیفر نپ، موسیقی‌دان استرالیایی
- جنیفر چارلز، خواننده-ترانه‌سرا، موسیقی‌دان، خواننده، و ترانه‌سرا آمریکایی
- جنیفر پارخا، بازیکن واترپلو اسپانیایی
- جنیفر ایلی، بازیگر آمریکایی
- جنیفر گیلمور، نویسنده آمریکایی
- جنیفر فریمن، بازیگر آمریکایی
- جنیفر کاپریاتی، بازیکن تنیس آمریکایی
- جنیفر ایروین، بازیگر کانادایی
- جنیفر تاد، تهیه‌کننده آمریکایی
- جنیفر لاوگرو، نویسنده کانادایی
- جنیفر هرموسو، بازیکن فوتبال اسپانیایی
- جنیفر وارن، بازیگر و کارگردان آمریکایی
- جنیفر رودس، بازیگر آمریکایی
- جنیفر کوک، بازیگر آمریکایی
- جنیفر فرین، بازیگر آمریکایی
- جنیفر اولریش، بازیگر آلمانی
- جنیفر گریس، بازیگر آمریکایی
- جنیفر هاوکینز، مدل استرالیایی
- جنیفر روو، نویسنده استرالیایی
- جنیفر دکر، بازیگر فرانسوی
- جنیفر لوئیس، بازیگر آمریکایی
- جنیفر لایونس، بازیگر آمریکایی
- جنیفر میسونی، بازیگر استرالیایی
- جنیفر آلین، فیلمساز کانادایی
- جنیفر فاپما، بازیکن والیبال ساحلی آمریکایی
- جنیفر سالت، بازیگر آمریکایی
- جنیفر هلند، بازیگر آمریکایی
- جنیفر براندج، بازیکن سافت‌بال آمریکایی
- جنیفر کنت،  فیلم‌نامه‌نویس، کارگردان و هنرپیشه استرالیایی
- جنیفر دودنا، زیست‌شیمی‌دان آمریکایی
- جنیفر والکوت، بازیگر آمریکایی
- جنیفر پیج، خواننده آمریکایی
- جنیفر ایگان، نویسنده آمریکایی
- جنیفر الیسون، بازیگر، خواننده، و مدل بریتانیایی
- جنیفر تیلی، بازیگر و پوکر‌باز آمریکایی
- جنیفر هیل، بازیگر آمریکایی
- جنیفر آکر، نویسنده و روانشناس آمریکایی
- جنیفر آسپن، بازیگر آمریکایی
- جنیفر پنیا، خواننده آمریکایی
- جنیفر جاین، هنرپیشه بریتانیایی
- جنیفر کسی، بازیکن والبیبال آمریکایی
- جنیفر چینگ، بوکسور اهل ایالات فدرال میکرونزی
- جنیفر گیلوم، بازیکن بسکتبال و مربی بسکتبال آمریکایی
- جنیفر کلمنت، نویسنده آمریکایی
- جنیفر بلانک، تهیه‌کننده، بازیگر، و کارگردان آمریکایی
- جنیفر ندلز، خواننده-ترانه‌سرا و گیتاریست آمریکایی
- جنیفر لی، فیلمنامه‌نویس و کارگردان آمریکایی
- جنیفر مک‌فالس، بازیکن سافت‌بال آمریکایی
- جنیفر اسکای، بازیگر آمریکایی
- جنیفر سیمپسون، دونده آمریکایی
- جنیفر فینیگن، بازیگر کانادایی
- جنیفر الی، بازیکن تنیس آمریکایی
- جنیفر هاتچیسون، نویسنده تلویزیونی آمریکایی
- جنیفر ویلمز، بازیگر هلندی
- جنیفر ادل، بازیگر آمریکایی
- جنیفر وارنز، خواننده آمریکایی
- جنیفر هاوارد، بازیگر آمریکایی
- جنیفر هالیدی، خواننده آمریکایی
- جنیفر بتن، موسیقی‌دان آمریکایی
- جنیفر جونس، بازیکن والیبال آمریکایی
- جنیفر هتریک، بازیگر آمریکایی
- جنیفر بری، مدل آمریکایی
- جنیفر برینینگ، خواننده آلمانی
- جنیفر سکوگربوه، بازیکن فوتبال ژاپنی
- جنیفر لیتهام، موسیقی‌دان آمریکایی
- جنیفر یانگ، کارگردان آمریکایی
- جنیفر اسپنس، بازیگر آمریکایی
- جنیفر دانلی، نویسنده آمریکایی
- جنیفر یو نلسون، کارگردان آمریکایی
- جنیفر دارلینگ، صداپیشه و بازیگر آمریکایی
- جنیفر تیسدل، بازیگر و مدل آمریکایی
- جنیفر لین، بازیگر آمریکایی
- جنیفر بینی تیلور، بازیگر آمریکایی
- جنیفر کرامر، بازیکن فوتبال آلمانی
- جنیفر وو، بازیکن تنیس روی میز چینی
- جنیفر سی‌بل نیوسام، بازیگر آمریکایی
- جنیفر هاپکینز، بازیکن تنیس آمریکایی
- جنیفر م. جانسون، نویسنده و تهیه‌کننده آمریکایی
- جنیفر شوالباک اسمیت، ژورنالیست و بازیگر آمریکایی
- جنیفر رابین، بازیگر و مدل آمریکایی
- جنیفر هایل، اسکی‌باز کانادایی
- جنیفر الیز کوکس، بازیگر آمریکایی
- جنیفر هوکر، شناگر آمریکایی
- جنیفر بوتریل، بازیکن هاکی روی یخ کانادایی
- جنیفر تور چایس، ریاضی‌دان، فیزیک‌دان، و دانشمند علوم کامپیوتر آمریکایی
- جنیفر پرتش، نویسنده و تهیه‌کننده آمریکایی
- جنیفر کریستال فولی، بازیگر آمریکایی
- جنیفر پاریلا، ژیمناست آمریکایی
- جنیفر ازی، مربی و بازیکن بسکتبال آمریکایی
- جنیفر پینچز، ژیمناست بریتانیایی
- جنیفر زیتس، بازیکن فوتبال آلمانی